# Кіломюрг
Кіломюрг (кμ) — застаріла позасистемна одиниця вимірювання величини аеродинамічного опору гірничих виробок та вентиляційних трубопроводів.
1 кµ = 9,807 Н·с2/м8 = 9,807 Па·с2/м6 = 9,807 кг/м7.
Опір у 1 кіломюрг має виробка, через яку при депресії ∆P = 1 мм вод. ст. (даПа, 10 Па) проходить 1 м³/с повітря. Такий опір мають виробки великої довжини, тому величина аеродинамічного опору зазвичай менше одиниці. Для зручності при розрахунках інколи застосовується в тисячу разів менша одиниця — мюрг, яка позначається грецькою літерою мю — µ (кµ = 1000 µ).
В англомовних країнах використовують подібні одиниці вимірювання: аткінсон (atkinson) та гал (gaul). Аткінсони використовують при застосуванні імперської системи одиниць, гали - метричної.
1 гал = 1 Н·с2/м8 = 16,747 аткінсони
1 кµ = 164 аткінсона = 9,807 галів.